# Hayes Jones

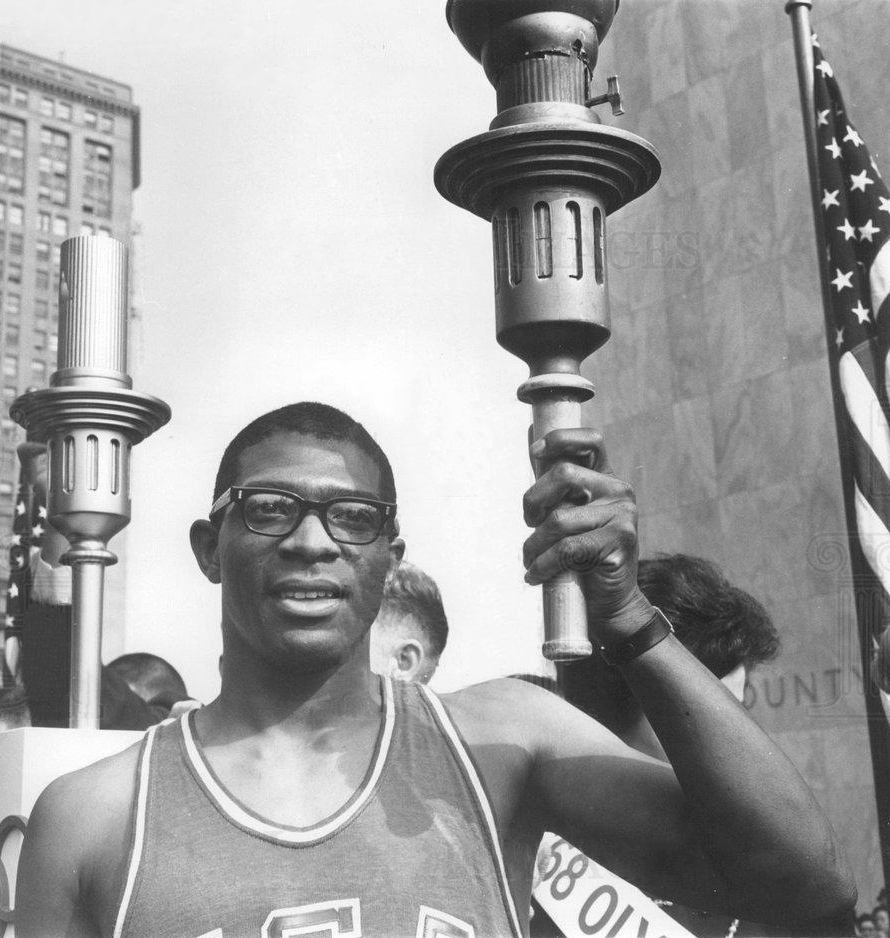
Campeão olímpico Hayes Jones em 1963

Hayes Wendell Jones (Starkville, 4 de agosto de 1938) é um ex-atleta e campeão olímpico norte-americano, especializado na prova de velocidade com barreiras.
Com apenas 1,52 m de altura, a compleição física de Jones era considerada inapropriada para a prova de barreiras, mas sua grande velocidade, ótima largada e técnica quase perfeita fizeram dele um grande campeão desta modalidade do atletismo. Ficou conhecido nacionalmente nos Estados Unidos quando venceu a prova das 120 jardas com barreiras no campeonato da Amateur Athletic Union (AAU) de 1958, título que conquistaria mais quatro vezes, entre 1960 e 1964. Em 1959, ganhou seu primeiro título internacional expressivo ao conquistar a medalha de ouro nos Jogos Pan-americanos de Chicago.
Em Roma 1960, ganhou a medalha de bronze em sua primeira Olimpíada, num pódio totalmente norte-americano para os 110 m c/ barreiras, atrás dos compatriotas Lee Calhoun e  Willie de maio de. Em julho do ano seguinte, integrou o revezamento 4x100 m norte-americano que quebrou o recorde mundial da modalidade, em Moscou, na então União Soviética. Retornou para seus segundos Jogos Olímpicos em Tóquio 1964, onde atingiu o ponto máximo da carreira, tornando-se campeão olímpico dos 110 m c/ barreiras, com a marca de 13s67, recorde olímpico.